# Uberlino Mesa
Uberlino Mesa Estepa (Tasco, 12 juni 1971) is een Colombiaans voormalig wielrenner. Hij is de oudere broer van Ubaldo Mesa, die overleed vlak voor de laatste etappe van de Clàsico Banfoandes in 2005.

## Belangrijkste overwinningen
2003
- 13e etappe Ronde van Colombia

2004
- 6e etappe Clásico RCN

2005
- 11e etappe Ronde van Colombia

2007
- 4e etappe Clásico RCN